# Martín Palavicini
Martín Adrián Palavicini López (Rosario, Provincia de Santa Fe, 15 de agosto de 1977) es un exfutbolista argentino nacionalizado boliviano. Se desempeñaba como delantero y desarrollo toda su carrera profesional en Bolivia. Es el máximo goleador de Club Deportivo Universitario con un total de 62 anotaciones oficiales en primera división y copas internacionales.

## Milagro
En noviembre de 2012 recibió una descarga eléctrica y se temió por su vida. Sucedió en la sede del equipo Petrolero. De allí fue trasladado de emergencia al hospital San Antonio de la ciudad argentina de Tartagal, provincia de Salta. Allí tuvo 2 meses de tratamiento intensivo y 5 meses alejados de la cancha.

## Clubes
Se inició en Unión de Álvarez (Desde 1996 hasta 1998), Morning Star, Lavalle, Estrella Azul y Rosario Central donde a los 12 años entró a las inferiores. Faltando dos categorías para llegar a la primera lo dejaron libre y llegó hasta Bolivia.
| Club                 | País    | Año         |
| -------------------- | ------- | ----------- |
| Real Santa Cruz      | Bolivia | 2004        |
| Oriente Petrolero    | Bolivia | 2005 - 2007 |
| San José             | Bolivia | 2008 - 2009 |
| Real Mamoré          | Bolivia | 2010 - 2011 |
| Petrolero            | Bolivia | 2012 - 2013 |
| Universitario (USFX) | Bolivia | 2013 - 2016 |
| Nacional Potosí      | Bolivia | 2016        |
| Royal Pari           | Bolivia | 2017 - 2018 |
| Real Santa Cruz      | Bolivia | 2018        |

## Palmarés

### Títulos nacionales
| Título             | Club                 | País    | Año           |
| ------------------ | -------------------- | ------- | ------------- |
| Copa Simón Bolívar | Petrolero            | Bolivia | 2011/12       |
| Primera División   | Universitario (USFX) | Bolivia | Clausura 2014 |
| Copa Simón Bolívar | Royal Pari           | Bolivia | 2017          |

### Distinciones individuales
| Distinción                                            | País    | Año  |
| ----------------------------------------------------- | ------- | ---- |
| Máximo goleador del Torneo Clausura 2015 (13 goles)   | Bolivia | 2015 |
| Máximo goleador de la Torneo Apertura 2015 (19 goles) | Bolivia | 2015 |